# Ascidia
Ascidia — rodzaj żachw z rodziny Ascidiidae, z rzędu Enterogona.
Do rodzaju należą następujące gatunki:
- Ascidia callosa Stimpson, 1852
- Ascidia ceratodes (Huntsman, 1912)
- Ascidia challengeri Herdman, 1882
- Ascidia clementea Ritter, 1907
- Ascidia conchilega Müller, 1776
- Ascidia corelloides (Van Name, 1924)
- Ascidia curvata (Traustedt, 1882)
- Ascidia dijmphniana (Traustedt, 1886)
- Ascidia dispar Arnback, 1938
- Ascidia interrupta Heller, 1878
- Ascidia mentula Müller, 1776
- Ascidia meridionalis Herdman, 1880
- Ascidia nigra (Savigny, 1816)
- Ascidia obliqua Alder, 1863
- Ascidia paratropa (Huntsman, 1912)
- Ascidia prunum O. F. Mueller, 1776
- Ascidia syneiensis Stimpson, 1855
- Ascidia translucida Herdman, 1880
- Ascidia unalaskensis (Ritter, 1913)
- Ascidia vermiformis (Ritter, 1913)
- Ascidia virginea Müller, 1776